# Саньменься
Саньменься (кит. спр. 三门峡市, піньїнь: Sānménxiá Shì) — місто-округ в китайській провінції Хенань.

## Географія
Саньменься розташовується на заході провінції.

## Адміністративний поділ
Міський округ поділяється на 2 райони, 2 міста та 2 повіти:
| Карта                                          | Карта    | Карта    | Карта            |
| ---------------------------------------------- | -------- | -------- | ---------------- |
| Лінбао Луши ① Шаньчжоу Мяньчи ② ① Хубінь ② Їма |          |          |                  |
| Статус                                         | Назва    | Оригінал | Населення (2020) |
| Район                                          | Хубінь   | 湖滨区   | 326 682          |
| Район                                          | Шаньчжоу | 陕州区   | 288 538          |
| Місто                                          | Їма      | 义马市   | 135 819          |
| Місто                                          | Лінбао   | 灵宝市   | 656 571          |
| Повіт                                          | Луши     | 卢氏县   | 317 132          |
| Повіт                                          | Мяньчи   | 渑池县   | 310 130          |